# Transgression (film, 1931)
Pour les articles homonymes, voir Transgression (homonymie).
Pour plus de détails, voir Fiche technique et Distribution.
Transgression est un film américain réalisé par Herbert Brenon, sorti en 1931. Le film est tiré du roman The Next Corner de Kate Jordan, le roman avait déjà été adpaté au cinéma sous le titre The Next Corner en 1924.

## Fiche technique
- Titre : Transgression
- Réalisation : Herbert Brenon
- Scénario : Elizabeth Meehan et Benn W. Levy d'après le roman The Next Corner de Kate Jordan
- Costumes : Max Rée
- Photographie : Leo Tover
- Montage : Arthur Roberts
- Société de production : RKO Pictures
- Pays d'origine : États-Unis
- Format : Noir et blanc
- Genre : drame
- Date de sortie : 1931

## Distribution
- Kay Francis : Elsie Maury
- Paul Cavanagh : Robert Maury
- Ricardo Cortez : Don Arturo de Borgus
- Nance O'Neil : Honora 'Nora' Maury
- Doris Lloyd : Paula Vrain
- John St. Polis : Serafin
- Ruth Weston : Viscontesse de Longueval
- Adrienne D'Ambricourt : Julie